# قاتلي السيدة (فلم 1955)
قاتلي السيدة (بالإنجليزية: The Ladykillers) هو فيلم كوميديا سوداء جريمة بريطاني من إخراج الكسندر ماكندريك وبطولة أليك غينيس، سيسيل باركر، هربرت لوم، بيتر سلرز، داني جرين، جاك وارنر وكاتي جونسون، صدر الفيلم في 8 ديسمبر 1955.

## روابط خارجية
- مقالات تستعمل روابط فنية بلا صلة مع ويكي بيانات